# تربة البحر المتوسط الحمراء

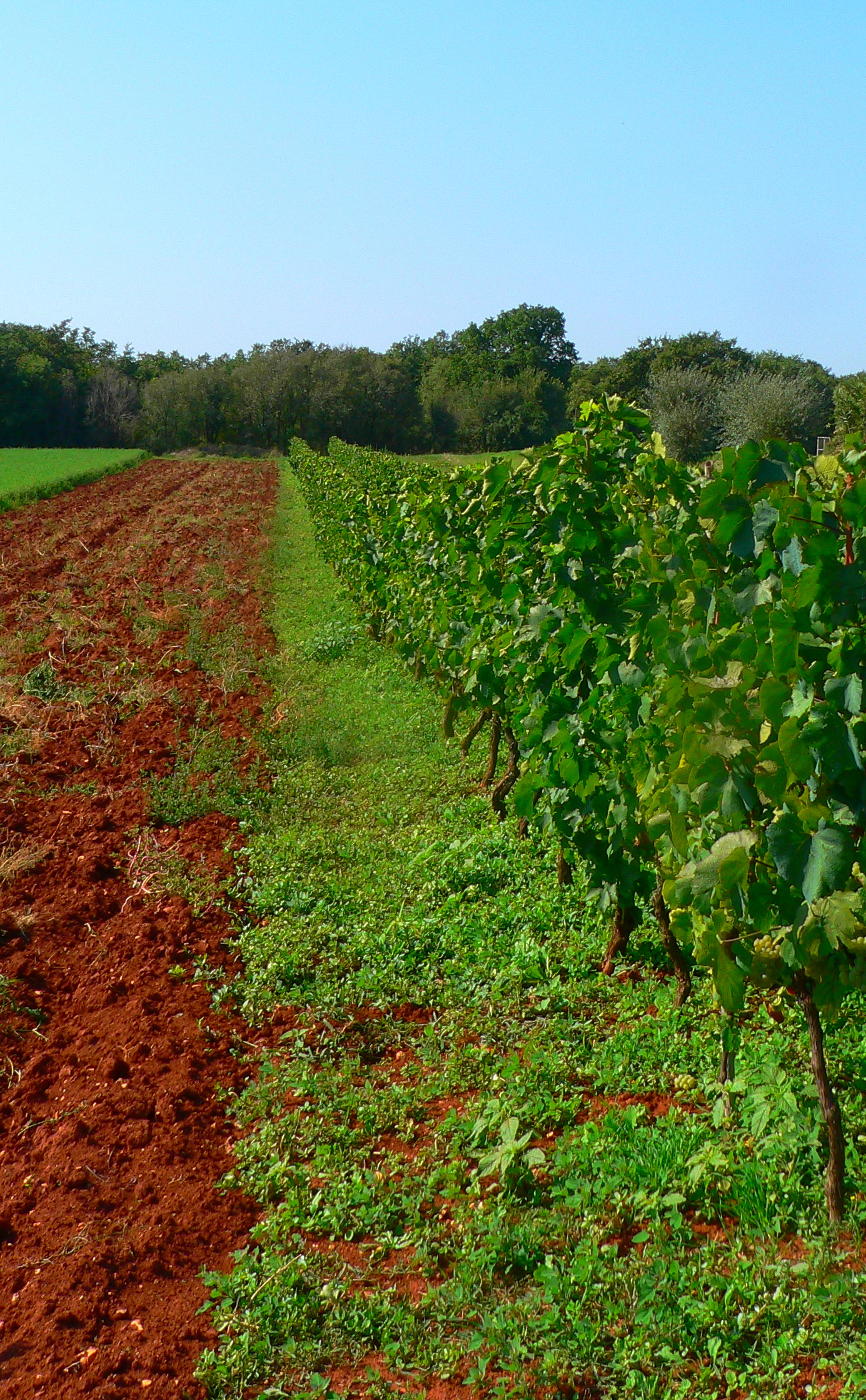
التربة الحمراء

تيرا روزا أو تربة البحر المتوسط الحمراء (بالإيطالية:  Terra rossa)‏، وتعني «التربة الحمراء» في اللغة الإيطالية، وهي تربة حمراء أو يشوبها اللون الأحمر في المناطق الجيرية في حوض البحر الأبيض المتوسط أو أي تربة حمراء تتكون تحت ظروف مناخ البحر المتوسط، ويعود لونها الأحمر إلى غناها بأكاسيد الحديد، وتختلف هذه التربة عن التربة الحمراء في المناطق المدارية
تصلح هذه التربة لزراعه البقوليات والفواكه و الخضر بجميع اشكالها. 
تمتاز هذه التربة  بـ امتصاص عالي  وسريع للمياه  وفقدان المياه بشكل اسرع من التربة البيضاء 
يلجأ المزارعون لخلطها بالتربة البيضاء الجيرية  لكي تحافظ الارض على نسبة من الرطوبة وعدم تبخرها بسرعة .